# Tremblay (métro léger d'Ottawa)
Pour les articles homonymes, voir Tremblay.
Tremblay est une station de train léger située à Ottawa, Ontario (Canada). Elle est située sur la ligne 1 du réseau O-Train. Elle est construite à même la gare d'Ottawa. 

## Emplacement
La station est située entre le chemin Tremblay et les voies ferrées du Canadien National, sous le rond-point d'accès à la gare d'Ottawa. Elle dessert les quartiers Eastway Gardens (en), dans le district Alta Vista (en), et Overbrook (en), dans le district Rideau-Rockcliffe (en), grâce à la passerelle Max-Keeping, un pont piétonnier érigé au-dessus de l'autoroute 417.
En plus de la gare ferroviaire, on trouve à proximité de la station le stade de baseball d'Ottawa ainsi que des hôtels et le centre commercial Ottawa Train Yards,.

## Aménagement

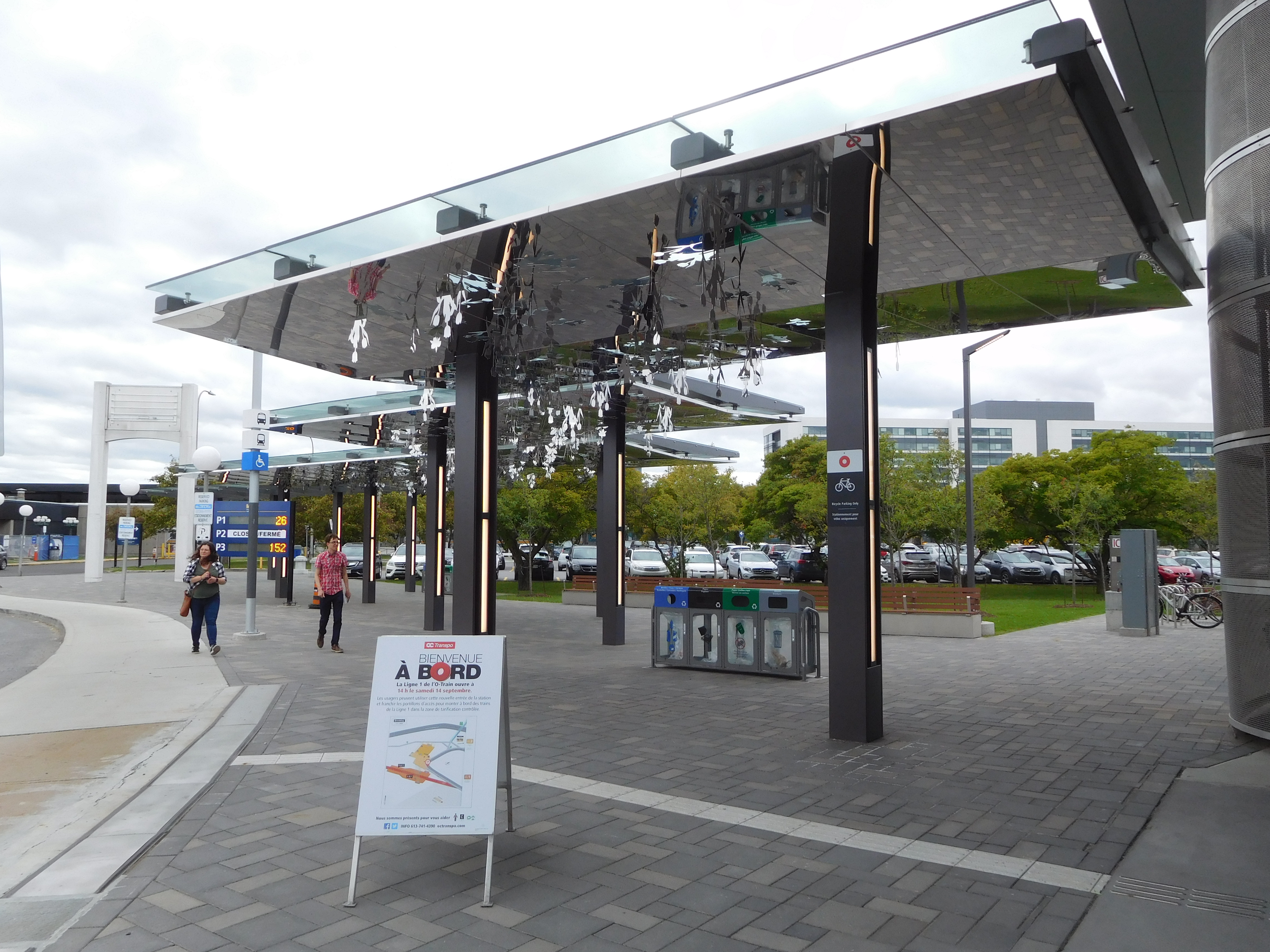
L'œuvre d'art public est intégré à la marquise devant l'édicule.

Les deux quais latéraux de la station sont situés dans une tranchée devant la gare ferroviaire. La salle des pas perdus, au niveau de la rue, contient la salle de contrôle munie de tourniquets. Une place fait le lien entre l'unique accès à la station et l'accès à la gare.  
La station est aménagée afin d'accueillir un volume important de passagers lors d'événements spéciaux.  
L'œuvre d'art public de la station, réalisée par Jyhling Lee, s'intitule National Garden. Une série de marquises sur la place devant les accès de la station intègre des silhouettes représentant des fleurs. Les silhouettes sont du même matériau réfléchissant que le plafond des marquises, créant l'effet d'un jardin suspendu. 

## Histoire

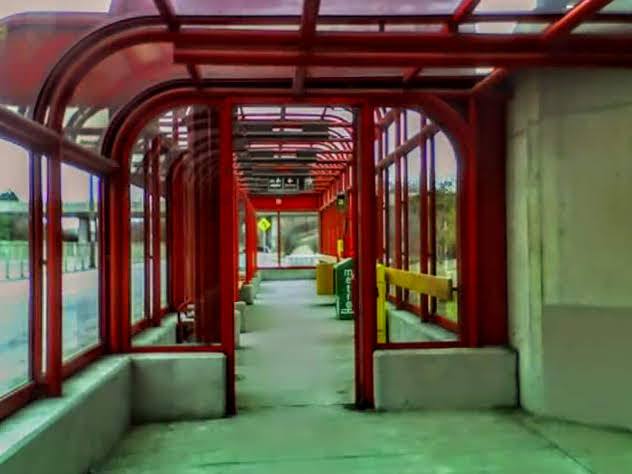
La station Train est inaugurée en 1987 sur le réseau Transitway.

La station Tremblay remplace la station Train, une station de bus rapide située sur le Transitway d’ Ottawa. La station Train fait partie de la troisième phase du Transitway, inaugurée en novembre 1987,. 
En juin 2015, le Transitway et ses stations sont fermés de Hurdman à Blair afin de procéder aux travaux de construction de la ligne de la Confédération. La station est remise en service avec le lancement du service de train léger en septembre 2019. 